# Indiai holdasszövő
Az  indiai holdasszövő  (Actias selene) a rovarok (Insecta) osztályába, a lepkék (Lepidoptera) rendjébe, ezen belül a pávaszemek (Saturniidae) családjába, és az Actias nembe tartozó faj. Az Actias nemzetség legnagyobb tagja.

## Előfordulása
Palearktikus faunatartomány.
Főbb elterjedési területei: Srí Lanka, Nepál, Kína, Bhután, Banglades, Mianmar, Indonézia, Fülöp-szigetek, Afganisztán, Oroszország, Malajzia, Hongkong,  Korea, Sunderland, Japán, Pakisztán, Borneó, Szumátra, valamint egész India (de főleg  Kasmírban, Szikkimben, Asszámban, Meghálajaban, Manipurban, Nyugat-Bengálban, Bihárban, Oriszaban, Himácsal Pradesban, Uttarakhandben, Gudzsarátban, Mahárástraban, Karnátakaban, Tamilnáduban).

## Megjelenése
A nemek morfológiailag hasonlóak. Testüket vastag, fehér színű, selymes szőr borítja. Szárnyuk felső részén barnás, bordós csík húzódik végig, szemfoltokkal és hosszú szárnyfarok résszel rendelkeznek. 
Élénk pasztell rózsaszín, zöld, kék, sárga színezetűek, a hímek kicsit színesebbek, feltűnő, borzas csápjaikkal különböztethetőek meg a legjobban a nőstényektől, melyek zömökebb testűek a hímeknél, szárnyaik kerekebbek, szárnyfesztávolságuk is nagyobb, 140–180 mm, míg a hímeké 132–166 mm.

## A lárva tápnövényei
Sokféle növényt fogyaszt, például: tölgy, körte, alma, fűz, dió, mogyoró, henna, fagyal, közönséges tőzegrozmaring, hibiszkusz, mangifera, galagonya.

## Szaporodása
Az imágók 10–17 napig élnek. Ez az idő függ a hőmérséklettől, a páratartalomtól és attól, hogy a lepke mennyire aktív, milyen gyorsan éli fel a tartalékait, ugyanis szájszerve nincsen, sem táplálkozni, sem folyadékot magához venni nem tud. Életük egyetlen célja a párosodás. 
Éjszaka a nőstények mozdulatlanul várják a hímeket, feromonjaikat folyamatosan engedve a levegőbe, amit a hímek hosszú érzékeny csápjaikkal már nagyon messziről megéreznek és a nőstények keresésére indulnak. 
A párosodás több óráig is eltarthat. A megtermékenyítés után a nőstények kissé aktívabbá és nyugtalanabbá válnak, majd elkezdik lerakni 100–300 darab körüli, 2 mm nagyságú, fehér színű, fekete-barna foltos petéiket valamelyik tápnövényükre.
A peték 11–12 nap alatt kelnek ki. A hernyók kikelésükkor körülbelül 7 mm-esek, testük színe vörös, a negyedik és a hetedik szelvényük közötti testrészük, valamint a fejük fekete színű, egész testüket tüskék borítják. A folyamatosan táplálkozó hernyók súlya körülbelül egy hét alatt megduplázódik, ekkor abbahagyják az evést és felkészülnek az első vedlésükre. Maguk alatt egy selyemcsíkot szőnek, ezzel ragasztják le magukat és húzzák ki testüket a régi bőrükből.
A sikeres vedlés után a hernyók egész teste vöröses színű lesz, eltűnik a fekete rész, kivétel a fej, az továbbra is változatlan színű marad. Újra táplálkozni kezdenek, majd újra vedlés következik, a szín most már élénkzöld lesz, a fej pedig barna. Ez a színezet a következő vedlés után is megmarad.
A hernyók nagyon sokat esznek, hosszúságuk a bebábozódás előtt elérheti a 9–10 centimétert is. A bebábozódás előtti napon, vagy órákban a hernyó színé kissé sötétebbé válik, keresni kezdi a megfelelő helyet, ahol el is kezdi az első selyemszálak szövését. Általában a levelek között találja meg a számára megfelelő helyet. A szövés néhány órát vesz igénybe, a fonalak a levegővel érintkezve megszilárdulnak.
A kikeléstől a bebábozódásig körülbelül 3–4 hét telik el. A bábállapot körülbelül 2 hétig tart.

### Fogságban való szaporítása
Könnyen tenyészthetőek, szaporításuk nem igényel különleges helyet, vagy körülményeket. Mindegyik fejlődési fázisához megfelelő a 20 °C. Ezen a hőmérsékleten a peték 10–14 nap alatt kelnek ki. Pár fokkal ha melegebb van, 10 napra csökkenthető a kikelés ideje, 18–19 °C-on pedig akár 16–20 napra is növelhető, de 18 °C alá nem célszerű menni, mert az akár a peték pusztulásához is vezethet. 
A petéket Petri-csészékben, vagy más kicsi, átlátszó üveg, vagy műanyag tégelyekben lehet tárolni, közvetlen napfénytől távol. Még a kikelt hernyóknak is alkalmas egy ideig ez a hely, de mindenképpen figyelni kell a zsúfoltság elkerülésére. Egy 90 mm-es Petri-csésze 15–20 hernyónak még megfelelő. 
Ennek a fajnak a petéi nem igényelnek magas páratartalmat, de ha száraz a levegő érdemes a tartó fedelét naponta egyszer megpermetezni, úgy, hogy a víz közvetlenül ne érje a petéket.  
A hernyók kikelésük után enni kezdenek és körülbelül egy hét múlva súlyuk már megduplázódik, ekkor abbahagyják az evést és felkészülnek az első vedlésükre. A hasi oldalukon egy selyemcsíkot szőnek, rögzítve magukat az aljzatra, hogy a vedlés során ki tudják húzni magukat a régi bőrükből. Fontos, hogy ilyenkor ne legyenek zavarva, még takarítással sem, mert ha véletlenül leválasztjuk őket a felületről, a rögzítés megszűnésével nem lesznek képesek a vedlést végrehajtani.  Ha a leválasztás véletlenül mégis megtörténik, nedvszívó papírlapra kell helyezni, melynek durva felületén ismét meg tudnak kapaszkodni.  
A sikeres vedlés után a hernyók újra enni kezdenek, majd újabb vedlés, újabb táplálkozási szakasz és ismét vedlés következik. A bebábozódás előtt hosszuk 9–10 centiméter körüli.
A kikeléstől a bebábozódásig körülbelül 5 hét telik el, ha 20 °C-nál magasabb a hőmérséklet, a fejlődési idő 3–4 hétre csökken. A bebábozódás előtti napon, vagy órákban a hernyó színe kissé sötétebb lesz, addig jár körbe a tenyészketrec falain és a betett ágakon, leveleken, míg ki nem választja a számára megfelelő helyet, ahol el is kezdi az első selyemszálak szövését. Általában a levelek között találja meg a számára megfelelő helyet. A szövés néhány órát vesz igénybe, a fonalak a száradás után megszilárdulnak. 
20 °C-on a bábállapot körülbelül 3 hétig tart. Bárhol történik a bebábozódás, gondoskodni kell róla, hogy a közelben legyen valami durva, függőleges felület (ág, fal, háló stb.), ahová a kikelt imágók fel tudnak mászni, lelógatva a szárnyukat ki tudják azt bontani. 
Ennek a fajnak a fogságban való pároztatása általában nem okoz nehézségeket, van mégis néhány dolog amire fontos figyelni. 
A párzás este, sötétedéskor kezdődik, a ketrecüket nem szabad természetes fénnyel megvilágítani, egy csendes, huzatmentes, sötét helyre kell ilyenkor telepíteni őket. A jó szellőzés viszont fontos, mert ha túl sok feromon gyűlik össze, az megzavarja a párt kereső hímeket és nem biztos, hogy rá tudnak találni a mozdulatlan nőstényekre. A túlzsúfoltság és a túl kicsi ketrec is kerülendő, valamint érdemes az aljzatot és a sérülést okozható részeket puha anyaggal betakarni, mert párzás előtt a hímek nagyon izgatottak, idegesen verdesnek és nagyon könnyen letörnek szárnyfarkaik és berepednek szárnyaiknak szélei. Érdemes egy ketrecbe egy párt tenni, mert a már esetleg párzó párt is megzavarhatják a még párt kereső, csapkodó hímek.
Pár nappal úgy lehet meghosszabbítani a hímek életét (ha valamiért szükség lenne erre, például még nem érkeztek meg a megtermékenyítendő nőstények és később lenne szükség rájuk a pároztatáshoz), hogy alacsony, 5–10 °C-os hőmérsékleten, kissé megnedvesített aljzatú edényben, óvva őket a kiszáradástól, nyugalmi állapotban tartjuk őket. A minimálisra csökkent aktivitásuk miatt lassabban élik fel a testükben tárolt tartalékokat.
A felnőttek viszonylag szívesen párosodnak egymással, viszont előfordulhat, hogy a hímek nem akarnak párosodni. Ennek legfőbb oka a beltenyészet, amikor az állatok rokon vérvonalból származnak.
Bár az első generációk valóban párosodnak testvéreikkel, az egyes generációk nem fognak hatványozottan vonzódni egymáshoz, mivel feromonjaik hasonló szagúak lesznek, eljutva egy olyan ponthoz, ahol már egyetlen lepke sem fog párosodni.
|  |  |  |  |

|  |  |  |

## Alfajai
- Actias selene astarte (Maassen, 1872)
- Actias selene brevijuxta (Nässig & Treadaway, 1997) (Fülöp-szigetek)
- Actias selene callandra (Jordan, 1911)
- Actias selene dianae (Hutton, 1846)
- Actias selene eberti (Rougeot, 1969) (Pakisztán, Afganisztán)
- Actias selene gnoma (Butler) (Oroszország)
- Actias selene malaisei (Bryk, 1944) (Burma)
- Actias selene miae (Toxopeus, 1944)
- Actias selene ningpoana (C. Felder & R. Felder, 1862) (Kína, Tajvan), Északkelet-Vietnám
- Actias selene omeishana (Watson, 1912)
- Actias selene seitzi (Kalis, 1934) (Jáva, Malajzia)
- Actias selene selene (Hübner, 1807)
- Actias selene taprobanis (U. Paukstadt & L.H. Paukstadt, 1999) (Srí Lanka)
- Actias selene vandenberghi (Roepke, 1956) (Szumátra, Borneó)[9][11][12][17][18][19][20][15][16]